# Loic Van Doren
Loic Philippe Oscar Serge Van Doren (* 14. September 1996 in Antwerpen) ist ein belgischer Hockeytorwart.

## Sportliche Karriere
Loic Van Doren wurde 2014 mit der belgischen Juniorennationalmannschaft Vierter der Junioreneuropameisterschaft, wobei er nur in einem Spiel eingesetzt wurde. 2016 war er Stammtorhüter bei der Juniorenweltmeisterschaft in Lucknow, die Belgier unterlagen den Indern im Finale mit 1:2.
Ab 2017 gehörte Loic Van Doren zur belgischen Nationalmannschaft, wobei er in der Regel Ersatztorwart hinter Vincent Vanasch war. So belegten die Belgier bei der Europameisterschaft 2017 den zweiten Platz hinter den Niederländern. Vanasch wurde als bester Torhüter des Turniers ausgezeichnet, während Loic Van Doren keine Spielzeit bekam. Die Weltmeisterschaft 2018 wurde im indischen Bhubaneswar ausgetragen. Die Belgier belegten in ihrer Vorrundengruppe den zweiten Platz hinter der indischen Mannschaft. Mit Siegen über die pakistanische Mannschaft und über die deutsche Mannschaft erreichten die Belgier das Halbfinale und gewannen dort mit 6:0 gegen die Engländer. Im Finale siegten die Belgier mit 3:2 im Shootout gegen die Niederländer und gewannen erstmals den Weltmeistertitel. Während sein älterer Bruder Arthur Van Doren als Spieler des Turniers ausgezeichnet wurde, blieb Loic Van Doren ohne Einsatz.
2019 bei der Europameisterschaft in Antwerpen gewannen die Belgier erstmals den Europameistertitel, wobei sie im Finale die Spanier mit 5:0 bezwangen. Loic Van Doren wirkte erstmals in einem großen Turnier mit, als er beim 6:0 im Vorrundenspiel gegen Wales im Tor stand. Bei der Europameisterschaft 2021 gewannen die Belgier die Bronzemedaille. Loic Van Doren hütete im Vorrundenspiel gegen Russland das Tor und musste beim 9:2-Sieg zwei Gegentreffer hinnehmen. Zwei Monate später gewannen die Belgier bei den Olympischen Spielen in Tokio das Finale gegen die Australier. Vincent Vanasch war der Torhüter der Belgier, Loic Van Doren wäre nur bei einer Verletzung von Vanasch nachnominiert worden. Bei den Olympischen Spielen 2024 in Paris wurde Van Doren in einem Spiel eingesetzt.
Im Verein spielt Loic Van Doren bei den KHC Dragons. Von 2018 bis 2021 war er in den Niederlanden bei HC ’s-Hertogenbosch.